# Rampillon
Rampillon is een gemeente in het Franse departement Seine-et-Marne (regio Île-de-France) en telt 607 inwoners (1999). De plaats maakt deel uit van het arrondissement Provins.

## Geschiedenis
Rampillon kende oorlogsgeweld tijdens de Hugenotenoorlogen. Op 9 augustus 1574 plunderde het koninklijk leger van Catharina de' Medici het dorp. En op 25 november 1576 plunderden protestanten het dorp en de dorpskerk.

## Geografie
De oppervlakte van Rampillon bedraagt 23,3 km², de bevolkingsdichtheid is 26,1 inwoners per km².
De onderstaande kaart toont de ligging van Rampillon met de belangrijkste infrastructuur en aangrenzende gemeenten.

## Demografie
Onderstaande figuur toont het verloop van het inwonertal (bron: INSEE-tellingen).